# 长辛店站

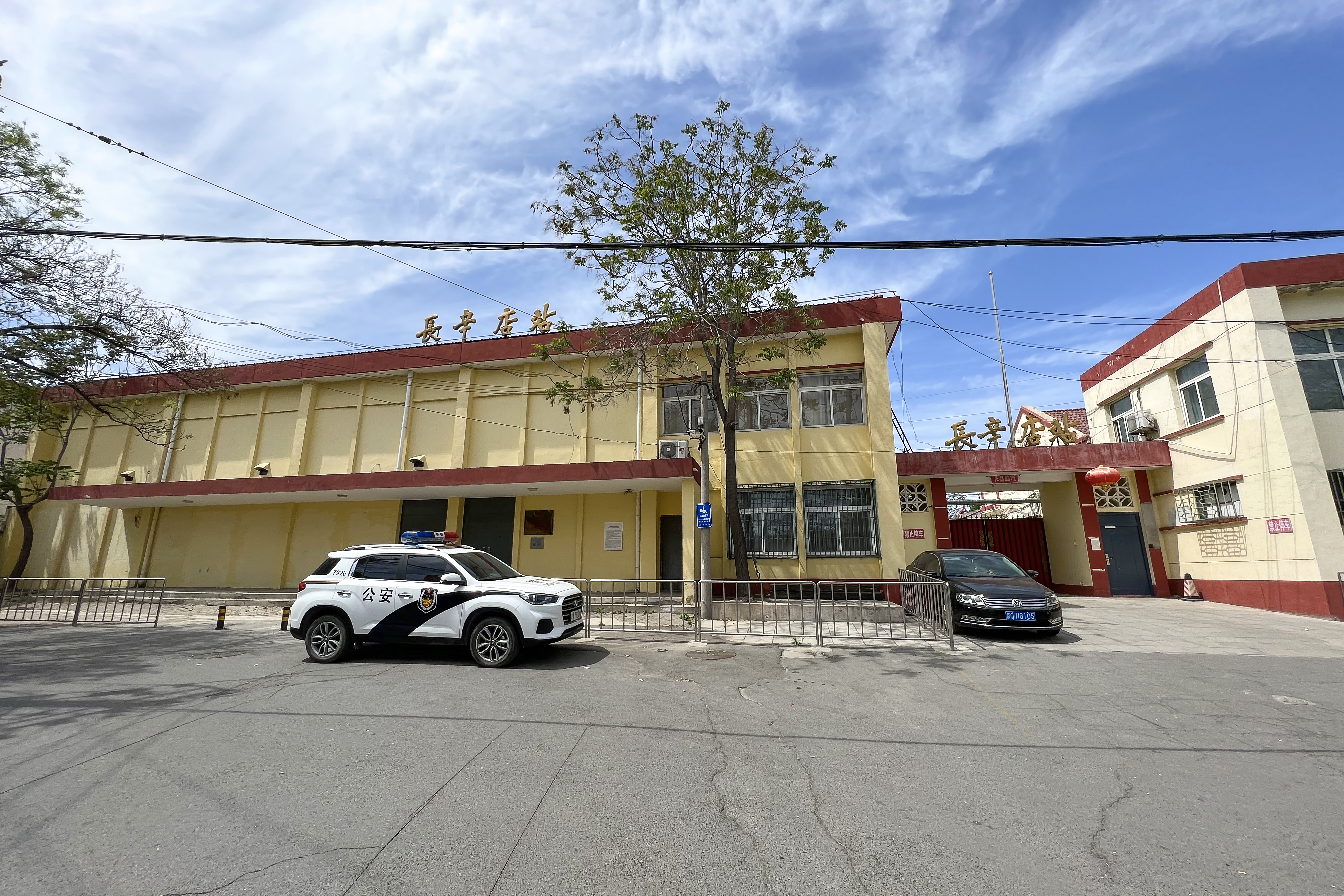
站房外侧

长辛店站是一个京广铁路上的铁路车站，位于北京市丰台区长辛店街道，中心里程为K9+382:132，建于1899年，目前为三等站，邮政编码为100072。目前客运：办理旅客乘降；行李、包裹托运；货运：办理整车、零担货物发到。